# Stardust (filme de 1974)
Stardust é um filme britânico de 1974 dirigido por Michael Apted e estrelado por David Essex e Adam Faith. É a sequência do filme That'll Be the Day de 1973. Seu slogan é: "Mostre-me um garoto que nunca quis ser uma estrela do rock e eu lhe mostrarei um mentiroso."

## Elenco
| Ator                 | Personagem          |
| -------------------- | ------------------- |
| David Essex          | Jim MacLaine        |
| Adam Faith           | Mike Menary         |
| Larry Hagman         | Porter Lee Austin   |
| Ines Des Longchamps  | Danielle            |
| Rosalind Ayres       | Jeanette            |
| Marty Wilde          | Colin Day           |
| Edd Byrnes           | Entrevistador da TV |
| Keith Moon           | J. D. Clover        |
| Dave Edmunds         | Alex                |
| Paul Nicholas        | Johnny              |
| Karl Howman          | Stevie              |
| Richard LeParmentier | Felix Hoffman       |
| Peter Duncan         | Kevin               |
| John Normington      | Harrap              |
| David Daker          | Ralph Woods         |
| James Hazeldine      | Brian               |
| Charlotte Cornwell   | Sally Porter        |
| David Jacobs         | Ele mesmo           |
| Nick Lowe            | (não-creditado)     |
| Michael Elphick      | (não-creditado)     |
| Bobby Sparrow        | Loira 1             |
| Claire Russell       | Loira 2             |
| Dominic Connolly     | Jimmy Maclaine jr.  |